# Leo Peukert
Leonhard "Leo" Peukert était un acteur allemand de théâtre comme de cinéma né le 26 août 1885 à Munich et mort le 6 janvier 1944 à Tiengen. Il était également réalisateur et censeur.

## Biographie
En 1904, il est devenu acteur aux Vereinigten Theatern de Munich, où il est resté jusqu'en 1908. En 1909, il entre au Berlin Lustspielhaus. À partir de 1911, Peukert a fait ses débuts dans le cinéma muet. Il a commencé en particulier dans les films d'Urban Gad et Heinz Bolten-Backers, qui étaient connus pendant la Première Guerre mondiale dans les comédies. Il a aussi dirigé une dizaine de films muets.
Au total, il a joué dans près de 300 films muets et sonores, il a même un peu chanté dans Hotel Sacher (de). Dans ses dernières années d'activité, il était avant tout connu pour ses rôles secondaires dans le milieu rural. Il était marié depuis 1914 avec l'actrice Sabine Impekoven.
En outre, il a été critique de l'office de censure. 
Peukert repose au cimetière Waldfriedhof de Munich, à côté de son épouse.

## Filmographie
- 1911 : Heißes Blut
- 1912 : Die arme Jenny
- 1913 : Mein Leopold
- 1914 : Kriegsgetraut
- 1914 : Michels eiserne Faust
- 1915 : Kulissenzauber
- 1915 : Nocturno
- 1924 : Mein Leopold (de)
- 1927 : Funkzauber de Richard Oswald
- 1927 : Zwei unterm Himmelszelt
- 1928 : Almenrausch und Edelweiß
- 1928 : Ein besserer Herr
- 1928 : Flucht aus der Hölle
- 1928 : Ich hatte einst ein schönes Vaterland
- 1928 : Der fidele Bauer de Franz Seitz
- 1929 : Der Herr vom Finanzamt
- 1929 : Die lustigen Vagabunden
- 1929 : Skandal in Baden-Baden
- 1929 : Gestörtes Ständchen
- 1929 : Der Sträfling aus Stambul
- 1929 : Fräulein Fähnrich
- 1929 : Hütet euch vor leichten Frauen
- 1929 : Madame Lu, die Frau für diskrete Beratung
- 1930 : Alimente
- 1930 : Die Csikosbaroneß
- 1930 : Drei Tage Mittelarrest
- 1930 : Der Sohn der weißen Berge
- 1930 : Wenn Du noch eine Heimat hast
- 1930 : Kohlhiesels Töchter
- 1931 : Moritz macht sein Glück
- 1931 : Meine Cousine aus Warschau
- 1931 : Die Mutter der Kompagnie
- 1931 : Stürmisch die Nacht
- 1932 : Die erste Instruktionsstunde
- 1932 : Hasenklein kann nichts dafür
- 1932 : Husarenliebe
- 1932 : Mein Freund, der Millionär
- 1932 : Spione im Savoy-Hotel
- 1932 : Das Testament des Cornelius Gulden
- 1932 : Drei von der Kavallerie
- 1932 : Der Diamant des Zaren
- 1933 : Das 13. Weltwunder
- 1933 : Die schönen Tage von Aranjuez
- 1934 : Eine Frau, die weiß, was sie will
- 1934 : Freut Euch des Lebens
- 1934 : Meine Frau, die Schützenkönigin
- 1934 : Zigeunerblut
- 1934 : Zu Straßburg auf der Schanz
- 1934 : So endete eine Liebe
- 1934 : Die vier Musketiere
- 1935 : Kampf um Kraft
- 1935 : Alles weg'n dem Hund
- 1935 : Hundert Tage de Franz Wenzler
- 1936 : Das Hermännchen
- 1936 : Krach und Glück um Künnemann
- 1936 : Die Lokomotivenbraut
- 1936 : Horch, horch, die Lerch im Ätherblau
- 1936 : Befehl ist Befehl
- 1937 : Der Lachdoktor
- 1937 : Die Landstreicher
- 1937 : Die Umwege des schönen Karl
- 1937 : Brillanten
- 1937 : Gordian, der Tyrann
- 1937 : Wie der Hase läuft
- 1937 : Die Erbschleicher
- 1937 : Heinz hustet
- 1937 : Heiratsinstitut Ida & Co
- 1937 : Kreutzersonate
- 1937 : Mein Sohn, der Herr Minister
- 1938 : Aber mein lieber Herr Neumann
- 1938 : Der Fall Deruga
- 1938 : Sans laisser de traces
- 1938 : Zwischen den Eltern
- 1938 : Pieux mensonge ou Mensonge de mère (Die fromme Lüge ) de Nunzio Malasomma
- 1938 : Ihr Leibhusar
- 1939 : Castelli in aria
- 1939 : Das Ekel
- 1939 : Hochzeitsreise zu dritt
- 1939 : Hotel Sacher
- 1939 : Meine Tante – deine Tante
- 1939 : Rheinische Brautfahrt
- 1939 : Sensationsprozess Casilla
- 1939 : Spaßvögel
- 1939 : Zentrale Rio
- 1939 : Ein hoffnungsloser Fall
- 1939 : Kitty und die Weltkonferenz
- 1939 : Hochzeit mit Hindernissen
- 1940 : Herzensfreud – Herzensleid
- 1940 : Kora Terry
- 1940 : Links der Isar – rechts der Spree
- 1940 : Le Maître de poste de Gustav Ucicky
- 1940 : Zwischen Hamburg und Haiti
- 1940 : Falschmünzer
- 1940 : Die keusche Geliebte
- 1941 : Frau Luna
- 1941 : La Belle Diplomate (Frauen sind doch bessere Diplomaten) de Georg Jacoby
- 1941 : Kopf hoch, Johannes!
- 1941 : Der Meineidbauer
- 1941 : Männerwirtschaft
- 1941 : Quax, der Bruchpilot
- 1941 : Le Chemin de la liberté de Rolf Hansen
- 1941 : Sonntagskinder
- 1941 : Dreimal Hochzeit
- 1942 : Diesel
- 1942 : Die Nacht in Venedig
- 1942 : Dr. Crippen an Bord
- 1942 : Die Sache mit Styx
- 1942 : Der Seniorchef
- 1942 : Die Erbin vom Rosenhof
- 1943 : Le Foyer perdu de Rolf Hansen
- 1943 : Du gehörst zu mir
- 1943 : Das Ferienkind
- 1943 : Geliebter Schatz
- 1943 : Kohlhiesels Töchter
- 1943 : Ein Mann für meine Frau
- 1943 : Maske in Blau
- 1943 : Lumière dans la nuit (de) de Helmut Käutner
- 1943 : Tonelli
- 1943 : Die Wirtin zum Weißen Rößl
- 1943 : Gefährtin meines Sommers
- 1943 : Leichtes Blut
- 1944 : Ein schöner Tag